# مقاطعة بلاغويفغراد
مقاطعة بلاغويفغراد (بالبلغارية: Област Благоевград)‏ كما تُعرف أيضاً باسم بيرين مقدونيا وهي أوبلاست (مُقاطعة) جنوب شرق بلغاريا. تشترك بحدودها مع 4 مقاطعات بلغارية أخرى من الشمال والشرق، وتقع على حدودها الغربية مقدونيا، وعلى حدودها الجنوبية اليونان. يوجد في المقاطعة 12 بلدية و 14 مدينة، أهم مدنها وعاصمتها بلاغويفغراد، أما المدن المهمة الأخرى ميلنيك، رازلوغ، بيتريتش، غوتسه دلتشو، ساندانسكي، سيميتلي، بانسكو.

## الموقع
موقع المقاطعة بين مقاطعات بلغاريا: